# Klekowski Crag
Klekowski Crag är en kulle i Antarktis. Den ligger i Sydshetlandsöarna. Argentina, Chile och Storbritannien gör anspråk på området. Toppen på Klekowski Crag är 400 meter över havet.
Terrängen runt Klekowski Crag är varierad. Havet är nära Klekowski Crag österut. Trakten är glest befolkad. Närmaste befolkade plats är Commandante Ferraz Station, 7,5 kilometer nordost om Klekowski Crag. 